# Tour des Flandres 1975
Le Tour des Flandres 1975 est la 59e édition du Tour des Flandres. La course a lieu le 6 avril 1975, avec un départ à Gand et une arrivée à Merelbeke sur un parcours de 255 kilomètres. 
Le Belge Eddy Merckx remporte la course pour la deuxième et dernière fois.
Merckx attaque sur le Vieux Quaremont à 105 kilomètres de l'arrivée. Seul Frans Verbeeck parvient à suivre l'accélération de Merckx, mais il est finalement lâché à 7 kilomètres de l'arrivée. Le troisième Marc Demeyer arrive à plus de 5 minutes,.

## Classement final
|    | Coureur                | Pays     | Équipe                         | Temps           |
| -- | ---------------------- | -------- | ------------------------------ | --------------- |
| 1  | Eddy Merckx            | Belgique | Molteni                        | 6 h 16 min 00 s |
| 2  | Frans Verbeeck         | Belgique | Maes-Watney                    | + 30 s          |
| 3  | Marc Demeyer           | Belgique | Carpenter-Confortluxe-Flandria | + 5 min 02 s    |
| 4  | Walter Planckaert      | Belgique | Maes-Watney                    | + 5 min 08 s    |
| 5  | Rik Van Linden         | Belgique | Bianchi-Campagnolo             | m.t.            |
| 6  | Gerben Karstens        | Pays-Bas | Gitane-Campagnolo              | m.t.            |
| 7  | Gustaaf Van Roosbroeck | Belgique | Alsaver-Jeunet-De Gribaldy     | m.t.            |
| 8  | Freddy Maertens        | Belgique | Carpenter-Confortluxe-Flandria | m.t.            |
| 9  | Roger Rosiers          | Belgique | Super Ser-Zeus                 | m.t.            |
| 10 | Willem Peeters         | Belgique | Maes-Watney                    | m.t.            |